# Cozyptila
Cozyptila Lehtinen & Marusik, 2005 è un genere di ragni appartenente alla famiglia Thomisidae.

## Distribuzione
Le tre specie note di questo genere sono diffuse nella regione paleartica: la specie dall'areale più vasto è la C. blackwalli (Simon, 1875), reperita in diverse località dell'intera regione

## Tassonomia
L'esame degli esemplari che ha portato alla definizione di questo genere a sé con separazione della specie tipo dal genere Ozyptila Simon, 1864, è stato effettuato dagli aracnologi Lehtinen e Marusik, in Marusik, Lehtinen & Kovblyuk del 2005.
Non sono stati esaminati esemplari di questo genere dal 2012.
A giugno 2014, si compone di tre specie:
- Cozyptila blackwalli (Simon, 1875)[2] — Regione paleartica
- Cozyptila guseinovorum Marusik & Kovblyuk, 2005 — Turchia, Georgia, Asia centrale, Russia
- Cozyptila thaleri Marusik & Kovblyuk, 2005 — Turchia, Ucraina